# 朝香りほ
朝香 りほ（あさか りほ、1992年10月5日 - ）は、日本の女性ファッションモデル。
滋賀県出身。

## 来歴
- 20歳の時にモデルを目指して上京する。
- 2017年「東レキャンペーンガール」に選出される[1]。
- 2018年「アサヒビールイメージガール」に選出される[3]。

## 出演

### テレビ
- キスマイBUSAIKU!?（2015年、フジテレビ）
- スマステーション（2015年～2018年、テレビ朝日）
- 爆報! THE フライデー（2016年、TBSテレビ、再現VTR出演）
- 最新トレンド乱キング リア10 (2017年、TBSテレビ）

### 広告
- 花王「ビオレメイク落とし ふくだけコットン うるおいリッチ」TVCM（2013年）
- サントリー「リプトン　リモーネ」TVCM（2013年）
- イッツ・コミュニケーションズ「イッツコム」イメージキャラクター（2014年）
- ユニバーサル・スタジオ・ジャパン「ハロウィーン・ホラー・ナイト」（2014年）
- MOSDO「モスのフレンチクーラー」TVCM（2014年）
- ジョンソン＆ジョンソン「アキュビュー」TVCM（2014年）
- 聖徳大学スチール（2014年）
- ヒューレット・パッカードスチール（2014年）
- シャトレーゼスチール（2014年）
- 日本航空×ニコン「タビビトレンズ『Vol.2 鹿児島 奄美大島篇』」WEBCM（2014年）
- 小林製薬「フェミニーナ軟膏」TVCM（2014年）
- 本田技研工業TVCM（2015年）
- 日本コカ・コーラ「瓶ボトル100周年」WEB（2015年）
- ソニー・コンピュータエンタテインメント「プレイステーション」スチール・WEB（2015年）
- アムタス「めちゃコミック」TVCM（2015年）
- ユニ・チャーム「ソフィ」TVCM（2015年）
- 内閣府「ゆう活」（2015年）
- たんばらスキーパーク（2015年）
- 日本ハム「シャウエッセン」TVCM（2016年）
- デューダ（2016年）
- サンシャインシティ（2016年）

### 雑誌
- 小学館「美的」
- 講談社「VoCE」「Disney fan」
- 集英社「MORE」
- 学研プラス「FYTTE」「BOMB」
- 世界文化社「振袖大好き！」
- ステレオサウンド「DigiFi」(表紙）「デジファイ」
- 学研パブリッシング「デジキャパ！」
- 辰巳出版「自転車日和」「超はじめてのロードバイク2016」
- トランスワールドジャパン「warp」
- KKベストセラーズ「CIRCUS MAX」

### ラジオ
- SWEET ROBOTS SHOW（2019年、J-WAVE）

### その他
- 2017年「東レキャンペーンガール」
- 2018年「アサヒビールイメージガール」